# گلدار (لاس پالماس)
گلدار (لاس پالماس) (به اسپانیایی: Gáldar, Las Palmas) یک شهرستان در اسپانیا است که در گران کاناریا واقع شده‌است.

## خصوصیات
گلدار ۶۱٫۵۹ کیلومترمربع مساحت و ۲۴٬۲۲۷ نفر جمعیت دارد و ۱۲۴ متر بالاتر از سطح دریا واقع شده‌است.